# اینه وسکس
اینه یا اینی (به انگلیسی: Ine یا Ini) (درگذشتهٔ ۷۲۶ یا بعدتر) پادشاه آنگلوساکسون ساکسون غربی (وسکس) از ۶۸۸ تا ۷۲۶ بود. او قدرتمندترین پادشاه وسکس تا پیش از آلفرد بزرگ به‌شمار می‌رود و نخستین فرمانروای ساکسون غربی است که قوانینی را وضع نمود که سنگ بنای جامعهٔ انگلیسی محسوب می‌شوند.

## زندگینامه
اینه پس از کناره‌گیری کِدوالا از فرمانروایی وسکس جانشین او شد و در ۶۹۴ اهالی کنت را مجبور به پرداخت غرامت کشتن مول، برادر کدوالا نمود. او سپس علیه بریتون‌های کورنوال وارد جنگ شد و در ۷۱۰ نانا، شاه ساکسون جنوبی (ساسکس) نیز در این نبرد به یاری او پرداخت. با این حال اینه در ۷۲۲ و ۷۲۵ به ساسکس لشکر کشید زیرا آن‌ها رقیب و مدعی تاج و تخت او را در سرزمین خود پناه داده بودند. اینه در ۷۲۶ از قدرت کناره‌گیری کرد و بقیهٔ عمر خود را در رم گذراند و در همان سال یا بعدتر درگذشت.